# جاف‌برسیمین
جاف برسیمین، روستایی از توابع بخش مرکزی شهرستان اسلام‌آباد غرب در استان کرمانشاه ایران است.

## جمعیت
این روستا در دهستان حومه جنوبی قرار دارد و براساس سرشماری مرکز آمار ایران در سال ۱۳۸۵، جمعیت آن ۸۶ نفر (۱۷خانوار) بوده‌است.

## تاریخچه
مهاجرت از روستای جاف برسیمین در دهۀ ۱۳۷۰ شدت گرفت، به‌طوری که در اواخر دهۀ ۱۳۷۰ خالی از سکنه شد. جاف برسیمین برای مدت ۲۰ سال خالی از سکنه بود،‌ اما در اواخر دهۀ ۱۳۹۰ دهیار روستا نصور مرادی که یک معلم بود، تصمیم گرفت بار دیگر این روستا را احیا کند. برای انجام این منظور،‌ او نخست با همکاری اهالی روستا که در شهر ساکن شده‌بودند، یک حساب مالی عام‌المنفعه تأسیس کرد. سپس برای روستا طرح هادی تهیه کرد و اقداماتی از قبیل تعویض لوله‌های آب‌رسانی، ساخت مخزن آب آشامیدنی به گنجایش ۴۰ متر مکعب، فراهم کردن مقدمات گازرسانی به روستا و بازسازی نزدیک به ۳۰ واحد مسکونی تخریب‌شده در زلزلۀ آبان ۱۳۹۶ را به انجام رساند. به دنبال این اقدامات روند مهاجرت معکوس شده و تعداد زیادی از مردم بومی جاف برسیمین بار دیگر برای زندگی به این روستا بازگشتند.

## آموزش و پرورش
نخستین مدرسه در روستای جاف برسیمین در سال ۱۳۵۱ در یک منزل اجاره‌ای توسط یک معلم سپاهی دانش اهل اهواز به نام آقای فرج‌الله قوامی آغاز به کار کرد. از آن زمان به بعد تعداد زیادی از اهالی روستا به تحصیل پرداخته و خود نیز به عنوان معلم مشغول به کار شدند. در دی‌ماه ۱۳۹۴ اعلام شد که ۳۷ نفر از اهالی روستای جاف برسیمین در آموزش و پرورش اشتغال دارند و به همین دلیل این روستا را با عنوان پایتخت فرهنگی اسلام‌آباد غرب می‌شناسند.